# Friedrich Ris
Friedrich Ris, född den 8 januari 1867 i Glarus, död den 30 januari 1931 i Rheinau, var en schweizisk entomolog specialiserad på trollsländor.
Auktorsnamnet Ris kan användas för Friedrich Ris i samband med ett vetenskapligt namn inom zoologin; se Wikipedia-artiklar som länkar till auktorsnamnet.